# Kliff
"Kliff" är en sång från 1975 av den svenske musikern Ola Magnell. Den finns med på hans andra studioalbum Nya perspektiv (1975).
Låten spelades in i Metronomes studio och producerades av Anders Burman och Thommie Fransson. Tekniker var Janne Hansson, Lasse Holmberg och Rune Persson. Den tog sig in på Svensktoppen, med en fjärdeplats som främsta merit.
"Kliff" var tänkt som en Elvis Presley-parodi, men Magnell tyckte att den lät mer som Cliff Richard och döpte därför låten till just "Kliff".
Låten har tolkats av flera andra artister. Nils Dacke spelade in den 1976 på albumet Nils Dacke spelar partyorgel och Lars Demian tolkade låten på tributalbumet Påtalåtar - en hyllning till Ola Magnell (2005). Därutöver har låten i Magnells version tagits med på flera samlingsalbum, både hans egna och sådana med blandade artister.

## Medverkande
- Lasse Englund – gitarr
- Björn Linder – gitarr
- Ola Magnell – sång, gitarr
- Christian Paulin – elbas
- Peter Sundell – trummor

### Fotnoter
1. 1 2  ”Ola Magnell”. Svensk mediedatabas. http://smdb.kb.se/catalog/search?q=ola+magnell&sort=OLDEST. Läst 24 januari 2013.
2. ↑  ”Nya perspektiv”. Discogs.com. http://www.discogs.com/Ola-Magnell-Nya-Perspektiv/release/1564476. Läst 24 januari 2013.
3. ↑  ”Svensktoppen 1976”. Sveriges Radio. http://sverigesradio.se/diverse/appdata/isidor/files/2023/3474.txt. Läst 24 januari 2013.
4. ↑  Gradvall et al (2009), #445